# Jan van Gilse (componist)
Jan Pieter Hendrik van Gilse (Rotterdam, 11 mei 1881 – Oegstgeest, 8 september 1944) was een Nederlandse componist, dirigent, voorvechter van auteursrechten voor musici en verzetsman.

## Levensloop

### Eerste jaren
Jan van Gilse was de zoon van journalist en politicus Jan Albert van Gilse. Hij studeerde in Keulen en Berlijn en was leerling van onder meer Franz Wüllner en Engelbert Humperdinck.
In 1902 verwierf Van Gilse een prijs van het Beethoven-Haus in Bonn voor zijn eerste symfonie. In 1909 werd hem de Preis der Michael-Beer-Stiftung toegekend voor zijn derde symfonie, Erhebung. Dit stelde hem in staat om een jaar lang in Rome te studeren.
In februari 1911 was hij een van de oprichters van het Genootschap van Nederlandse Componisten (GeNeCo). Hierdoor werd het mogelijk de rechten van componisten te verdedigen en ook vergoedingen op te eisen die de componisten toekwamen. In 1913 was hij een van de initiatiefnemers van het oprichten van het Bureau voor Muziek-Auteursrechten (BUMA).

### Utrecht

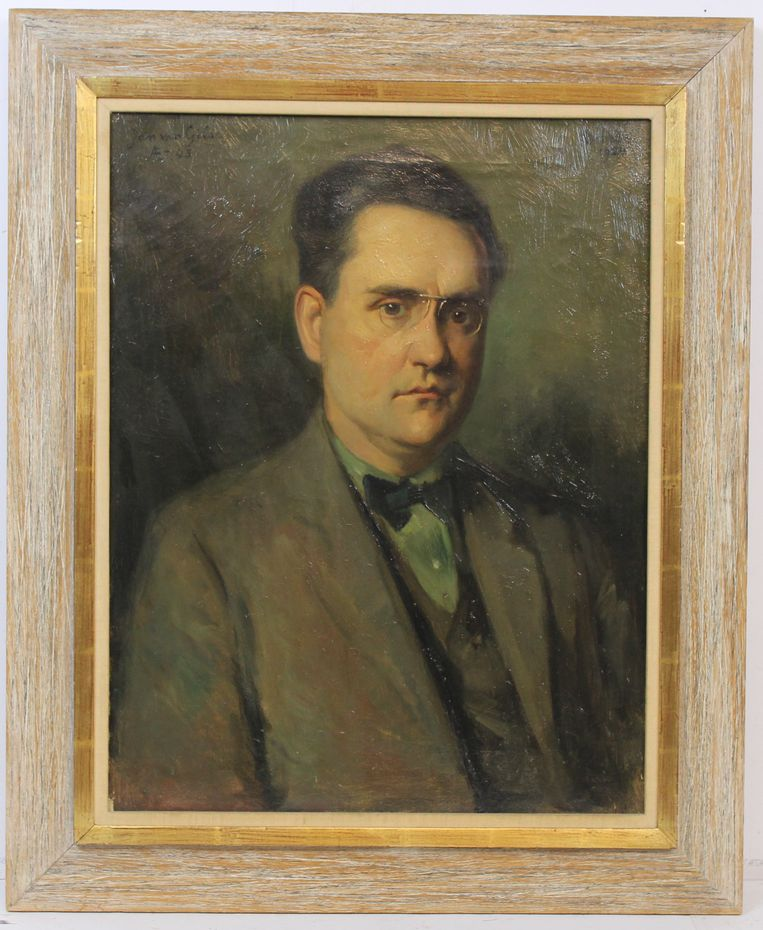
Portret van Van Gilse door Hendrik Krabbé, 1924

Van Gilse dirigeerde vanaf 1905 eerst enige jaren in Bremen. Van 1917 tot 1922 was hij dirigent van het Utrechts Stedelijk Orkest (USO). Hij had succes bij het Utrechtse publiek, maar trad af wegens een conflict met het bestuur. Het ging over Van Gilses verzoek om de componist en muziekcriticus Willem Pijper – die in het Utrechts Dagblad zijn inspanningen "fnuikend voor het muziekleven" noemde – de toegang tot de concerten te ontzeggen. De sarcastische toon van Pijpers recensies was zeer onaangenaam jegens Van Gilse, die dit conflict niet kon winnen. Hij gooide, moegestreden en overspannen, in 1922 het bijltje erbij neer.
De diepere achtergrond was een langdurig meningsverschil over de bespeling van de Utrechtse concertzaal Tivoli. Van Gilse verweet het USO-bestuur een belangentegenstelling, omdat het tegelijk de zeggenschap had over de zaal (in de rol van verhuurder) en het orkest (als huurder). Willem Pijper, schoonzoon van de voorzitter, had hierin ondubbelzinnig de kant van het bestuur gekozen. Daarnaast ontstond in 1918 een heftige persoonlijke vete tussen Van Gilse en Pijper, die elkaar eerst wel hadden kunnen waarderen. De Frans-georiënteerde Pijper verweet Van Gilse een te Duitse gezindheid op muziekgebied. Pijpers Eerste symfonie zou door het USO worden uitgevoerd, maar in plaats daarvan gunde hij de première aan het Concertgebouworkest onder Willem Mengelberg.
Acht jaar later, toen hij het gevoel had enige afstand van de hele kwestie genomen te hebben, zette Van Gilse de geschiedenis van zijn Utrechtse periode op papier. Hij ging in dit autobiografisch geschrift niet over één nacht ijs: het voltooide relaas telt circa 350.000 woorden. Hij nam evenmin een blad voor de mond. Van Gilse wilde het boek uitgeven, maar dat werd hem sterk afgeraden. Het boek verscheen uiteindelijk in geredigeerde vorm in 2003. Veertig jaar eerder al had zijn weduwe Ada van Gilse-Hooijer in een boek Pijper contra Van Gilse haar visie op de zaak gegeven. Beide geschriften beschrijven de gebeurtenissen vanuit het perspectief van Van Gilse. De visie van andere betrokkenen, met name Willem Pijper, op het conflict ontbreekt vooralsnog, zodat een objectief oordeel moeilijk kan worden gegeven.

### Laatste jaren
Na zijn Utrechtse periode verbleef Van Gilse weer in Duitsland, maar met het aan de macht komen van Hitler verliet hij dat land in 1933. In dat jaar had Richard Strauss, die Van Gilse goed kende, hem gevraagd of hij zich op internationaal niveau wilde inzetten voor de rechten van componisten. Het op te richten instituut zou onder Duitse auspiciën komen. Van Gilse wees het aanbod van Strauss echter af. Hij vermoedde dat Nazi-Duitsland hem voor andere doeleinden zou gaan gebruiken.
Hij speelde een belangrijke rol in het Nederlands verzet in de Tweede Wereldoorlog. Nadat hij zich tegen het nationaalsocialisme had uitgelaten, dreigde de Duitse bezetter hem met gevangenschap. Kort voor een Duitse inval in februari 1942 op zijn woning in Amsterdam moest hij onderduiken. Met zijn vrouw Ada vluchtte hij van het ene naar het andere onderduikadres. Intussen executeerde de bezetter hun beide nakomelingen, een half jaar na elkaar: op 1 oktober 1943 Maarten (Mik), de jongste, en op 28 maart 1944 Janric, de oudste. Beiden waren fanatieke verzetsstrijders.
Op zijn laatste onderduikadres, bij collega-componist Rudolf Escher in Oegstgeest, werd Jan van Gilse ernstig ziek. Na een ziekbed van enkele maanden stierf hij op 8 september 1944. Hij was dus uit handen van de bezetter gebleven. Ter bescherming van zijn nabestaanden werd hij onder een valse naam begraven.

## Werk
Van Gilse componeerde onder meer vier symfonieën en twee opera's, waaronder Thijl. Zijn stijl is verwant aan die van de Duitse late romantiek, behoudens enkele modernismen in de latere werken. Met name aan de voorbeelden van zijn leermeester Humperdinck, Richard Strauss en Gustav Mahler heeft zijn stijl veel te danken. In zijn kamermuziek toont hij ook enige invloed van Johannes Brahms. Een deel van zijn werk werd uitgegeven door Muziekuitgeverij A.A. Noske.

## Beknopte werkenlijst

### Symfonieën
- Symfonie nr. 1 in F (1900-01)
- Symfonie nr. 2 in Es (1902-03, gereviseerd in 1928)
- Symfonie nr. 3 in d, 'Erhebung', voor sopraan en orkest (1906-07)
- Symfonie nr. 4 in A (1915)

### Overige werken
- Ouverture in c (1900)
- Sulamith, cantate voor drie solostemmen, koor en orkest (1901-02), naar gedichten van prins Emil von Schoenaich-Carolath (1858-1908)
- Eine Lebensmesse, naar Richard Dehmel (1903-04)
- Drei Gesänge für eine mittlere Singstimme und Orchester, op teksten van Friedrich Nietzsche, Maria Magdalena en Dina Mollinger-Hooijer.
- Variaties op een St.-Nicolaasliedje (1908)
- Frau Helga von Stavern, opera op eigen, Duitstalige tekst (1913)
- Drei Gesänge aus Rabindranath Tagores 'Gitanjali', voor sopraan en orkest (1915)
- Drei Gesänge aus Rabindranath Tagores 'Der Gärtner', voor sopraan en orkest (1923)
- Drei Tanzskizzen, voor piano en klein orkest (1926)
- Ouverture 'Prologus brevis' in F, opgedragen aan Willem Mengelberg (1928)
- Der Kreis des Lebens, cantate voor sopraan, tenor, koor en orkest (1929)
- Kleine Wals (1936)
- Thijl, dramatische legende (1938-40)

### Kamermuziek
- Nonet, voor hobo, klarinet, fagot, hoorn en strijkers (1916)
- Strijkkwartet, onvoltooid (1922)

## Opnamen
Van Van Gilses werk zijn relatief weinig opnamen bekend.
- Opnamen van de Treurmuziek uit de opera Thijl werden gemaakt door het Concertgebouworkest o.l.v. Bernard Haitink (1988) en door het Residentie Orkest o.l.v. Ed Spanjaard (1992).
- De Gitanjali-liederen werden opgenomen met de sopraan Elisabeth Lugt en het Concertgebouworkest o.l.v. Bernard Haitink en met Marjanne Kweksilber en het Residentie Orkest o.l.v. Ernest Bour.
- Van de complete Thijl is in 1980 door de AVRO een radio-opname gemaakt van de Holland Festival-productie onder Anton Kersjes, die nooit als cd in de handel is gebracht.[4]
- Het Utrechtsch Studenten Concert bracht in 2018 een cd- en dvd-opname uit van de opvoeringen van Thijl onder leiding van Bas Pollard op de voormalige vliegbasis Soesterberg.
- Het Viotta Ensemble en het Ebony Quartet brachten in 1998 een cd uit met drie kamermuziekwerken: het Nonet uit 1916, het onvoltooide Strijkkwartet uit 1922 en het Trio voor fluit, viool en altviool uit 1927. (NM Classics 92056).
- Het Orkest van het Oosten nam onder de naam Nederlands Symfonieorkest op het platenlabel CPO met dirigent David Porcelijn de belangrijkste symfonische werken op:
  - de symfonieën 1 en 2 in 2008 (cpo 777 349-2)
  - de symfonie nr. 3 Erhebung in 2012 (cpo 777 518-2)
  - de symfonie nr. 4, samen met Treurmuziek bij den dood van Uilenspiegel en Concertouverture in c ook in 2012 (cpo 777 689-2).
- Het Radio Filharmonisch Orkest onder leiding van Markus Stenz, met solisten, het Groot Omroepkoor en het Nationaal Vrouwen Jeugdkoor, nam in 2013 Eine Lebensmesse op (in 2016 uitgegeven als cpo 777 924-2).